# A Tear for the Ghetto
A Tear for the Ghetto – drugi album amerykańskiego zespołu Group Home, wydany w 1999 roku.

## Lista utworów
1. "Tear Shit Down"- 3:31
2. "Da Real GH"- 4:06
3. "Stupid Mf's"- 4:37
4. "Street Life"- 1:57
5. "Sun for a Reason"- 4:04
6. "The Legacy"- 4:01 (Featuring Gang Starr)
7. "Run for Your Life"- 4:21 (Featuring Agallah)
8. "Make It in Life"- 4:42
9. "A Train X-Press"- 3:50
10. "Be Like That"- 4:40 (Featuring Big Shug, Guru)
11. "Dial-A-Thug"- 3:51 (Featuring Mike Epps, Dominique Witten)
12. "Politic All Night"- 1:22
13. "Keep Rising"- 4:23
14. "We Can Do This"- 3:37
15. "12 O’Clock"- 4:09
16. "Oh Sweet America"- 3:59
17. "Breaker"- 3:12
18. "Beefin' for Rap"- 2:38
19. "Game Recognize Game"- 1:42
20. "Life Ain't Shit"- 4:36